# 34343 Kumaran
34343 Kumaran este o planetă minoră (asteroid), cu un diametru de 2,77 km, din centura de asteroizi. A fost descoperită pe 31 august 2000 la Experimental Test Site⁠(d) de Lincoln Near-Earth Asteroid Research. 
Obiectul prezintă o orbită caracterizată de o semiaxă mare de 2,6321078 UAi, o excentricitate de 0,02, o înclinație de 2,4208 ° în raport cu ecliptica.